# Fort Wayne Pistons 1952-1953
La stagione 1952-53 dei Fort Wayne Pistons fu la 4ª nella NBA per la franchigia.
I Fort Wayne Pistons arrivarono terzi nella Western Division con un record di 36-33. Nei play-off vinsero la semifinale di division con i Rochester Royals (2-1), perdendo poi la finale di division con i Minneapolis Lakers (3-2).

## Roster
| N°   | Naz.                   | Ruolo | Sportivo      | Anno | Alt. | Peso |
| ---- | ---------------------- | ----- | ------------- | ---- | ---- | ---- |
| 4    | Stati Uniti (bandiera) | G     | Ray Corley    | 1928 | 183  | 82   |
| 5    | Stati Uniti (bandiera) | G     | Dick Groat    | 1930 | 180  | 82   |
| 5    | Stati Uniti (bandiera) | G     | Ralph Johnson | 1921 | 180  | 77   |
| 6    | Stati Uniti (bandiera) | G     | Jake Fendley  | 1929 | 183  | 82   |
| 7    | Stati Uniti (bandiera) | G     | Frankie Brian | 1923 | 185  | 82   |
| 8    | Stati Uniti (bandiera) | A     | Fred Schaus   | 1925 | 196  | 93   |
| 10   | Stati Uniti (bandiera) | G     | Jack Kiley    | 1929 | 185  | 77   |
| 10   | Stati Uniti (bandiera) | G     | Fred Scolari  | 1922 | 178  | 82   |
| 12   | Stati Uniti (bandiera) | GA    | Dike Eddleman | 1922 | 191  | 86   |
| 13   | Stati Uniti (bandiera) | GA    | Don Boven     | 1925 | 193  | 95   |
| 14-4 | Stati Uniti (bandiera) | GA    | Andy Phillip  | 1922 | 188  | 88   |
| 16   | Stati Uniti (bandiera) | AC    | Larry Foust   | 1928 | 206  | 98   |
| 17   | Stati Uniti (bandiera) | AC    | Don Meineke   | 1930 | 201  | 94   |
| 18   | Stati Uniti (bandiera) | C     | Chuck Share   | 1927 | 211  | 107  |
|      | Stati Uniti (bandiera) | AC    | Jack Kerris   | 1925 | 198  | 98   |
|      | Stati Uniti (bandiera) | G     | Ralph O'Brien | 1928 | 175  | 73   |

## Staff tecnico
- Allenatore: Paul Birch